# Zaginięcie Ethana Cartera
Zaginięcie Ethana Cartera (ang. The Vanishing of Ethan Carter) – komputerowa gra przygodowa stworzona przez studio The Astronauts. Premiera gry na platformę Microsoft Windows miała miejsce 26 września 2014 roku, z kolei wersja na konsolę PlayStation 4 ukazała się 15 lipca 2015 roku.

## Fabuła
Fabuła gry skupia się na posiadającym nadprzyrodzone zdolności detektywie Paulu Prospero prowadzącym śledztwo w fikcyjnej Red Creek Valley. Prospero przybywa do niej po otrzymaniu listu od chłopca imieniem Ethan Carter twierdzącego, że znajduje się w niebezpieczeństwie. Zadaniem detektywa jest zbadanie Red Creek Valley i jej mrocznych sekretów.

## Rozgrywka
Zaginięcie Ethana Cartera osadzone jest w otwartym świecie, który od samego początku można swobodnie zwiedzać i eksplorować. Gra pozbawiona jest elementów interfejsu, takich jak minimapa czy wskaźniki zdrowia, jak również typowych dla gier przygodowych inwentarza i dziennika zadań. Obiekty, z którymi można wejść w interakcję, takie jak np. notatki czy części zagadek, opisane zostają w momencie zbliżenia się do nich. Do rozwiązywania zagadek wykorzystywane są nadprzyrodzone zdolności Prospera, potrafiącego „wyczuć” zmarłych. Po odkryciu wszystkich niezbędnych do rozwiązania zagadki elementów Prospero, korzystając ze swoich umiejętności, przenosi się do innego wymiaru, w którym może odtworzyć przebieg zdarzeń poprzedzających śmierć „wyczuwanej” postaci, układając uprzednio wydarzenia we właściwej kolejności. Umiejętności bohatera można wykorzystać również do określenia przybliżonego położenia przedmiotów niezbędnych do rozwiązania zagadek.

## Produkcja

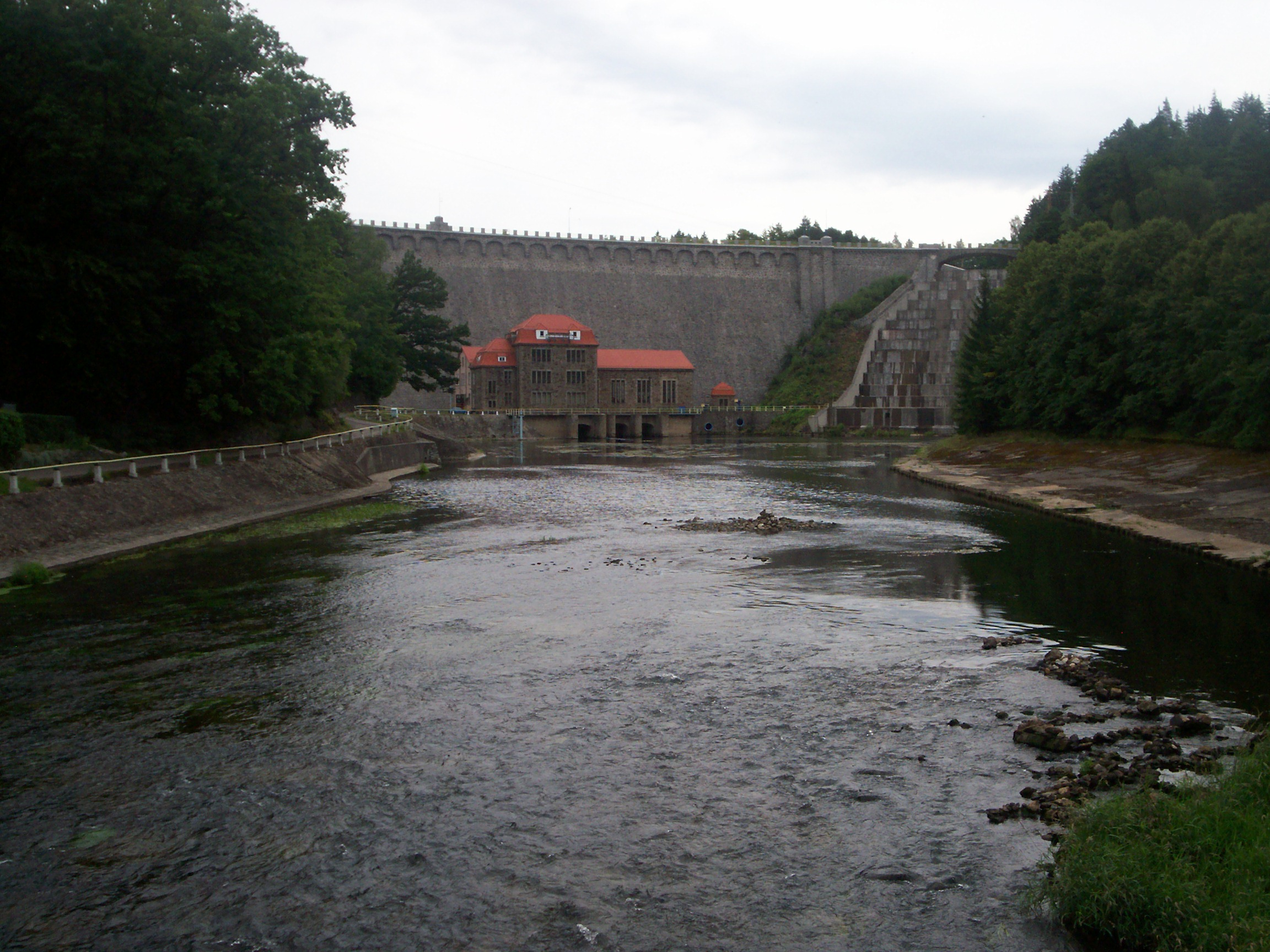
Zapora Pilchowice, będąca pierwowzorem jednej z lokacji w grze

Gra jest pierwszą produkcją studia The Astronauts, założonego przez Adriana Chmielarza i innych pracowników byłego People Can Fly po odejściu z Epic Games. Zaginięcie Ethana Cartera oficjalnie zapowiedziane zostało 6 lutego 2013 roku. Gra została zrealizowana przy wykorzystaniu fotogrametrii, polegającej na fotografowaniu prawdziwych obiektów pod wieloma kątami i z różnych stron, co następnie pozwala na stworzenie fotorealistycznej grafiki. Zdjęcia obiektów do gry wykonywane były m.in. w Pilchowicach w województwie dolnośląskim. Fabuła gry inspirowana jest twórczością dziewiętnasto- i dwudziestowiecznych pisarzy horrorów i kryminałów, w tym m.in. Raymonda Chandlera, Algernona Blackwooda, Stefana Grabińskiego i Howarda Phillipsa Lovecrafta. 5 sierpnia 2014 roku dystrybutor cdp.pl poinformował, że będzie oficjalnym dystrybutorem gry na terenie Polski, udostępniając ją zarówno w wersji pudełkowej, jak i cyfrowej, za pośrednictwem platform cdp.pl i GOG.com. Na potrzeby dystrybucji w Polsce zrealizowany został dubbing, będący jedyną, obok angielskiej, wersją dźwiękową gry.
Gra promowana była wprowadzającym w fabułę internetowym minikomiksem autorstwa Bernarda Kowalczuka.
Wydana 15 lipca 2015 roku wersja przeznaczona na konsolę PlayStation 4 opracowana została na Unreal Engine 4. 12 września 2015 roku udostępniona została darmowa aktualizacja dla wersji pecetowej, nieoficjalnie zatytułowana The Vanishing of Ethan Carter Redux. Poza obsługą ulepszonej wersji silnika graficznego, wprowadziła ona ulepszony system zapisywania gry, poprawki graficzne oraz wyeliminowała pojawiającą się pod koniec gry konieczność wracania do odwiedzonych już lokacji. W planach twórców znajduje się również zapewnienie wsparcia obsługi biblioteki DirectX 12.

## Dystrybucja
Pierwotnie premiera gry miała odbyć się 25 września 2014 roku, została jednak przesunięta o jeden dzień w związku z wykrytym w ostatniej chwili błędem. W nocy z 25 na 26 września Zaginięcie Ethana Cartera zostało udostępnione na platformie Steam, oferując kilka wersji językowych, w tym polską z dubbingiem. Polskie wydanie pudełkowe poza płytą z grą i kodem pozwalającym na przypisanie jej do biblioteki na Steamie zawiera również artbook przedstawiający zdjęcia z okresu produkcji gry i porównujące prawdziwe lokacje z ich odpowiednikami w grze oraz cztery pocztówki. Artbook w wersji cyfrowej zamieszczony został również na płycie z grą.
W przedsprzedaży na platformach Steam i GOG.com dostępna była również Edycja specjalna, zawierająca cyfrowe wersje ścieżki dźwiękowej, artbooku, gotowy do druku plakat w wysokiej rozdzielczości oraz mapę Red Creek Valley.

## Odbiór
Gra spotkała się z pozytywnym przyjęciem krytyków. Zaginięcie Ethana Cartera chwalone jest przede wszystkim za oprawę audiowizualną, klimat oraz oryginalne i przemyślane zagadki, powiązane bezpośrednio ze światem przedstawionym. Wśród wad wymieniane są łatwość zagadek, krótki czas wymagany do ukończenia gry oraz zbytnia liniowość. W ciągu trzech miesięcy od premiery tytułu sprzedano 100 000 kopii gry.
W 2015 roku Zaginięcie Ethana Cartera otrzymało nagrodę British Academy Games Awards w kategorii „Najbardziej innowacyjna gra”. Kompozytor muzyki do gry, Mikołaj Stroiński, otrzymał nagrodę 2014 Annual Game Music Awards w kategorii „Kompozycja orkiestrowo-filmowa roku” oraz dwie nominacje do nagrody 2015 Hollywood Music in Media Awards w kategoriach „Kompozycja oryginalna – gry komputerowe” (indywidualnie) oraz „Piosenka – gry komputerowe” (wraz z wokalistką Kyler England za piosenkę Valley of The Blinding Mist). Zaginięcie Ethana Cartera otrzymało również 2015 Digital Dragons Awards w kategoriach „Best Audio” oraz „Best Game Art”.

## Obsada
| Postać            | Aktor w wersji polskiej | Aktor w wersji angielskiej |
| ----------------- | ----------------------- | -------------------------- |
| Paul Prospero     | Miłogost Reczek         | Marty Allen                |
| Ethan Carter      | Jakub Jankiewicz        | Jake Amigo                 |
| Missy Carter      | Agnieszka Matysiak      | Ashley Laurence            |
| Dale Carter       | Sławomir Pacek          | Michael Sinterniklaas      |
| Travis Carter     | Sebastian Cybulski      | Kyle Harrington            |
| Edwin „Ed” Carter | Roch Siemianowski       | Steve Hirsh                |
| Chad Carter       | Leszek Filipowicz       | Danny Katina               |